# جون كلوزر
جون فرانسيس كلوزر (بالإنجليزية: John Clauser)‏ (من مواليد 1 ديسمبر 1942 في باسادينا، كاليفورنيا) هو عالم فيزيائي نظري وتجريبي معروف بإسهاماته في أسس ميكانيكا الكم.